# 田尻智
田尻智（日语：田尻智，1965年8月28日—），日本電子遊戲製作人，現任GAME FREAK社長。他是《寶可夢》系列的原案企劃者，他是個昆蟲採集和街機遊戲的愛好者，他將這些興趣結合、並創作了《寶可夢 紅·綠》兩款遊戲，之後衍生成一系列的跨媒體作品。除了寶可夢，他也參與其它的遊戲，例如瑪利歐系列。

## 經歷

### 年幼時期
在東京都世田谷區出生的田尻智，在町田市度過了少年時代。當時町田市還保有著自然生態，他暢遊山野、小河，時常跑到防空洞遺跡與廢墟中玩樂，享受著採集和觀察昆蟲等生物的樂趣。不僅從圖鑑中獲得知識，收集與飼養方法獨到的他，堪稱一流的「昆蟲博士」。這段時期的經驗，成為他日後製作神奇寶貝的極大助力。據他所述，他最喜歡的蚊香蝌蚪、蚊香君的創作靈感來源便是蝌蚪。在他的「小天地」中有一大堆與神奇寶貝切身相關的事物。
但在初中時，町田市展開大規模的都市開發，從前能四處遨遊的原野與小河開始變成一棟棟建築物，最喜愛的昆蟲也漸漸消失。當地的遊藝場也隨著都市的繁榮而出現，失去了最大興趣的田尻，朋友們找他玩太空侵略者成為新的轉捩點。初體驗的成績雖然慘不忍睹，但從此以後便成為電視遊戲的俘虜。雖然當時的遊藝場給別人的印象甚差，他還是每天晚上光顧，將所剩的零錢完全投入遊戲中。

### Game Freak創刊
曾經著眼在昆蟲的觀察力完全轉移到遊戲身上。1983年就讀東京工業高等專門學校的他，一個人執筆完成以針對遊戲的「研究成果」所產生的同人誌（特定少數傳播雜誌）「Game Freak」。這個時期只是用影印紙裝訂的分享樂趣的黑白小冊子。但當時遊戲雜誌及攻略本並不是十分完備，於是委託同人誌專賣店代為發售「創刊號」的《Game Freak》內容精緻，很快從此開始暢銷從而闖出名號。
當時夢想成為漫畫家的杉森建也是讀者之一。他馬上寄信給田尻商談合作事宜，於是兩人的友情就此開始發展至今，杉森開始擔任第二期以後的插畫工作。隨著同好投稿的增加，《Game Freak》的內容也隨之充實起來，漸漸變成一項副業。而且，因為受到轉賣委託，星（大堀康祐）與中金直彥在該領域的暢銷書《XEVIOUS 達到100000000點的解法（暫譯）》以《Game Freak》別冊發行，並破了當時迷你漫畫雜誌的銷售紀錄。
一邊從事遊戲雜誌製作，一邊設計各種不同的遊戲方案，一邊報名各大廠商主辦的競賽。參賽紀念獎多，最優秀獎也隨之增加，但都沒有成功正式發售自己的遊戲。

### 寫作活動與遊戲製作
職業學校畢業後，田尻智開始著眼於提升「Game Freak」的實際成果，以各種遊戲競賽培養經驗，自己也在「FAMICOM通信」（現「Fami通」）、「FAMICOM Magazine」、「Family Computer必勝本」等與電子遊戲訊息關聯的正式大型雜誌中擔任作家。因為對於遊戲的高度集中及獲得讀者的支持，與公司內部人員理念不合的事件也時有所聞。
也是在這個時期，與「Game Freak」的夥伴著手踏入遊戲的開發業務與「Quinty」的遊戲開發，原則上由廠商提供FAMICOM軟體的開發機械讓他親自動手操作。親自完成的硬體（諸如ROM外殼），藉著南夢宮發售達到前所未有的銷售量。
「Quinty」藉南夢宮發售，是達到20萬份的銷售量左右。在當時來說也不算很差的數字。將以印花稅得來的5000萬作為啟動資金，田尻智於1989年將Game Freak公司化，正式成立株式會社GAME FREAK。

## 寶可夢
《寶可夢》的製作在公司成立後也緊接著開始。因為種種的情況，開發一度延遲與中斷，但藉由「耀西的蛋」、「脈衝超人」等遊戲的製作，公司斷斷續續的持續著「寶可夢」的製作經過6年的開發，在1996年終於正式發售。不久便開始暢銷，並得到任天堂的重視，公司開始走上正軌。
2006年至今持續擔任著株式會社Game Freak的代表董事，但基於健康因素，從「寶可夢 火紅·葉綠」以後便退出了遊戲的開發。此外，其父親田尻義雄亦是公司的幹部。

## 著作
- 《用塑料袋裝起來－電視遊戲的青春物語》
（暫）
ISBN 4-7577-1004-6
- 《新遊戲設計－電視遊戲製作的思想表達法》
（暫）
ISBN 4-87025-858-7
- 《田尻智 創造神奇寶貝的男人》
（暫）
ISBN 4-87233-833-2

## 其他
動畫版寶可夢的主角「小智」（サトシ）的命名就是來自田尻智。「寶可夢紅版」時就已經出現了以他為名的主角預設名字。
接受「時代」採訪時，田尻表示「小智」就是兒童時代自己的分身。
另外，在動畫版中也登場的，「寶可夢綠版」的主角預設名字「小茂」（シゲル）則是由田尻智所尊敬的宮本茂先生而來。做為當時頂尖遊戲工程師的兩人彼此亦師亦敵，但他坦言絕不會有超越他的念頭。
同時，怕受到任天堂新遊戲軟體地球冒險系列（糸井重里原作·監修）影響，該遊戲發行當時，曾發生田尻與系井會面發生衝突的軼事。從紅綠版的主角、服裝、自行車、家、「爛釣竿·高級釣竿」到搭成高速列車來往於城市之間等，這些元素甚至可以在「MOTHER」系列的續集中找到雷同的共同點。
據任天堂官方所言，他是個非常有創造力但「隱遁」且「古怪」的人。

## 附註

### 註腳
1. ↑  關於這點請參照遊戲開發背景與暢銷的經過。
2. ↑  Mary Roach. . Wired.   [2006-07-08]. （原始内容存档于2006-05-19）.